# Kanadische Fußballnationalmannschaft der Frauen/Weltmeisterschaften
Der Artikel beinhaltet eine ausführliche Darstellung der kanadischen Fußballnationalmannschaft der Frauen bei Weltmeisterschaften. Kanada konnte sich für sieben WM-Endrunden der Frauen sportlich qualifizieren und war einmal als Ausrichter automatisch qualifiziert. Nur für die erste WM 1991, als den CONCACAF-Mannschaften nur ein Startplatz zugestanden wurde, konnten sich die Kanadierinnen nicht qualifizieren. Die bisher beste Platzierung ist der vierte Platz bei der WM 2003. Zudem wurde bei der Heim-WM 2015 noch das Viertelfinale und 2019 das Achtelfinale erreicht, ansonsten schied die Mannschaft immer in der Gruppenphase aus. In der ewigen Tabelle belegte Kanada vor der WM 2023 den 10. Platz und fiel durch das Vordringen von Co-Gastgeber Australien bis ins Spiel um Platz 4 um einen Platz.

## Die Nationalmannschaft bei Weltmeisterschaften

### Übersicht
| Jahr | Gastgeberland         | Teilnahme bis …    | Gegner                           | Ergebnis | Trainer               | Bemerkungen und Besonderheiten |
| ---- | --------------------- | ------------------ | -------------------------------- | -------- | --------------------- | --- |
| 1991 | Volksrepublik China   | nicht qualifiziert |                                  |          |                       | In der Qualifikation an den USA gescheitert. |
| 1995 | Schweden              | Vorrunde           | Volksrepublik China              | 10.      | Sylvie Béliveau       | Vorrundenaus als schlechtester Gruppendritter |
| 1999 | USA                   | Vorrunde           | Japan, Norwegen, Russland        | 12.      | Neil Turnbull         | Vorrundenaus als schlechtester Gruppendritter |
| 2003 | USA                   | Spiel um Platz 3   | USA                              | 4.       | Even Pellerud         | Erster Sieg in einem WM-Spiel |
| 2007 | Volksrepublik China   | Vorrunde           | Norwegen, Ghana, Australien      | 9.       | Even Pellerud         | Vorrundenaus als bester Gruppendritter |
| 2011 | Deutschland           | Vorrunde           | Deutschland, Frankreich, Nigeria | 16.      | Carolina Morace       | Aus in der Vorrunde als schlechteste Mannschaft |
| 2015 | Kanada                | Viertelfinale      | England                          | 6.       | John Herdman          | In der Gruppenphase traf die Mannschaft auf China, Neuseeland sowie die Niederlande und setzte sich als Gruppensieger durch. Im Achtelfinale wurde die Schweiz mit 1:0 bezwungen.                                                                             |
| 2019 | Frankreich            | Achtelfinale       | Schweden                         | 11.      | Kenneth Heiner-Møller | Als Zweiter des CONCACAF Women’s Gold Cup 2018 qualifiziert. Gruppengegner in Frankreich waren Kamerun, Neuseeland und die Niederlande. Mit zwei Siegen und der ersten Niederlage gegen die Niederlande als Gruppenzweiter für das Achtelfinale qualifiziert. |
| 2023 | Australien/Neuseeland | Vorrunde           | Nigeria, Irland, Australien      | 21.      | Bev Priestman         | Durch Erreichen des Halbfinales bei der CONCACAF W Championship 2022 direkt qualifiziert. |

### Statistik
(Angaben inkl. 2023: Neun Weltmeisterschaften; Prozentangaben sind teilweise gerundet)
- nicht teilgenommen: nie (0 %)
- nicht qualifiziert: einmal (11,1 %; 1991)
- ohne Qualifikation qualifiziert (als Gastgeber): einmal (11,1 %; 2015)
- sportlich qualifiziert: siebenmal (77,8 % bzw. 87,5 % der Versuche; 1995, 1999, 2003, 2007, 2011, 2019 und 2023)
  - Vorrunde: fünfmal (55,6 %; 1995, 1999, 2007, 2011 und 2023)
  - Achtelfinale: einmal (11,1 %; 2019)
  - Viertelfinale: einmal (11,1 %; 2015)
  - Spiel um Platz 3 / Vierter: einmal (11,1 %; 2003)

## Die Turniere

### WM 1991 in der Volksrepublik China
Für die erste WM der Frauen konnte sich Kanada nicht qualifizieren. Als Nord- und Mittelamerika-Qualifikation diente ein Turnier in Port-au-Prince, der Hauptstadt Haitis. In der ersten Runde trafen die Kanadierinnen auf Costa Rica, Jamaika und Gastgeber Haiti. Kanada setzte sich mit drei Siegen durch und erzielte dabei 17:0 Tore. Im Halbfinale wurde dann Trinidad und Tobago mit 6:0 besiegt. Im Finale trafen sie auf die USA, die ebenfalls ohne Gegentor das Finale erreicht hatten, dabei aber in der Gruppenphase doppelt so viele Tore geschossen hatte. Kanada verlor mit 0:5 und da den CONCACAF-Mannschaften nur ein Startplatz bei der WM zustand, konnte die USA als einziger CONCACAF-Vertreter zur WM fahren.

### WM 1995 in Schweden
Vier Jahre später gelang dann die Qualifikation für die zweite WM der Frauen, da den CONCACAF-Mannschaften nun zwei Startplätze zustanden. Das Qualifikations-Turnier fand in Montreal statt und Gegner waren die USA, Mexiko, Trinidad und Tobago sowie Jamaika. Kanada gewann wieder alle Spiele außer gegen die USA und belegte wieder Platz zwei, womit die Qualifikation gelang.
Bei der WM in Schweden trafen sie in ihrem ersten WM-Spiel auf England und verloren mit 2:3. Nach einem 0:3-Rückstand konnten sie in den Schlussminuten die Partie noch einmal spannend machen. Zunächst gelang Helen Stoumbos in der 87. Minute mit dem ersten WM-Tor der Kanadierinnen das 1:3 und dann Geri Donnelly auch noch in der Nachspielzeit das 2:3, wobei es dann aber blieb. Gegen Nigeria folgte dann ein 3:3 nach 2:0- und 3:1-Führung und gegen den späteren Weltmeister Norwegen ein 0:7. Da Kanada gegen Norwegen ein Tor weniger kassiert hatte als Nigeria wurde die Mannschaft Dritter, schied aber als schlechtester Dritter aus, da die beiden anderen Gruppendritten ein Spiel gewonnen hatten. Damit war Kanada auch nicht für das erste Fußballturnier der Frauen bei den Olympischen Spielen 1996 qualifiziert an dem nur die acht besten Mannschaften der WM teilnehmen konnten.

### WM 1999 in den USA
Für die dritte Weltmeisterschaft musste sich die USA als Gastgeber nicht qualifizieren. Daher gab es für Kanada einen Stolperstein weniger in der Qualifikation. Diese fand als CONCACAF Women’s Championship 1998 in Kanada statt und Kanada nutzte einerseits den Heimvorteil und andererseits das Fehlen der USA um das Turnier zu gewinnen. In der Vorrunde gelang den Kanadierinnen zunächst gegen Puerto Rico mit einem 21:0 ihr höchster Länderspielsieg, wobei allein Silvana Burtini acht Tore gelangen. Anschließend folgte ein 14:0 gegen Martinique, das sich als Nicht-FIFA-Mitglied aber nicht für die WM qualifizieren konnte. Mit einem 4:0 gegen Guatemala wurde die Gruppenphase abgeschlossen. Im Halbfinale folgte dann ein 2:0 gegen Costa Rica und im Finale gegen Mexiko ein 1:0. Mexiko konnte sich dann in den panamerikanischen Playoffs noch gegen Argentinien durchsetzen, so dass erstmals drei CONCACAF-Mannschaften an der WM-Endrunde teilnahmen.
In den USA war Japan der erste Gegner und nach 1:0-Führung musste sich Kanada mit einem 1:1 zufriedengeben. Gegen Titelverteidiger Norwegen gelang diesmal zwar ein Tor, aber wieder mussten sieben Gegentore hingenommen werden. Auch im letzten Spiel gegen WM-Neuling Russland gelang ein Tor, aber durch vier Gegentore wurde auch dieses Spiel verloren. Japan hatte zwar insgesamt weniger Tore als Kanada kassiert aber auch weniger geschossen. So wurde Kanada bei gleicher Tordifferenz wieder Dritter, schied aber ebenso wie Japan aus und konnte sich auch nicht für das Fußballturnier der Frauen bei den Olympischen Spielen 2000 qualifizieren.

### WM 2003 in den USA
Eigentlich sollte die WM 2003 wieder in der Volksrepublik China stattfinden. Wegen der SARS-Epidemie wurde das Turnier kurzfristig in die USA verlegt. Damit fand die Weltmeisterschaft zum zweiten Mal in den USA statt, womit die USA als einzige Nation zweimal nacheinander eine Fußball-WM ausrichteten. Als Gastgeber waren die USA zwar wieder automatisch qualifiziert, sie nahmen aber dennoch am als Qualifikation dienenden CONCACAF Women’s Gold Cup 2002 teil, den sie auch durch ein Golden Goal mit 2:1 gegen Kanada gewannen. Als Zweiter war Kanada aber ebenfalls qualifiziert.
In den USA traf Kanada im ersten Spiel auf Deutschland und das Spiel endete wie das letzte WM-Spiel vier Jahre zuvor geendet hatte, mit einer 1:4-Niederlage. Im zweiten Spiel gelang dann aber mit einem 3:0 gegen Argentinien der erste Sieg in einem WM-Spiel und da auch das letzte gegen Japan mit 3:1 gewonnen wurde, erreichte Kanada erstmals das Viertelfinale. Hier trafen sie auf die Volksrepublik China und gewannen mit 1:0. Im Halbfinale gegen Schweden gingen sie in der 64. Minute in Führung, mussten aber 15 Minuten später den Ausgleich und vier Minuten vor dem Ende noch das 1:2 hinnehmen. Im anschließenden kleinen Finale verloren sie gegen die USA mit 1:3. Der vierte Platz ist aber die bisher beste Platzierung der Kanadierinnen.

### WM 2007 in der Volksrepublik China
Vier Jahre später fand dann die WM doch zum zweiten Mal in der Volksrepublik China statt. Der CONCACAF Women’s Gold Cup 2006 diente wieder als Qualifikationsturnier, wobei Kanada und die USA erst im Halbfinale eingreifen mussten. Mit einem 4:0 gegen Jamaika qualifizierte sich Kanada für die WM und das Finale. Dieses wurde wie vier Jahre zuvor wieder mit 1:2 gegen die USA verloren, allerdings erst durch einen in der 120. Minute verwandelten Foulelfmeter.
In China trafen sie im ersten Spiel auf Norwegen und anders als zweimal zuvor mussten sie keine sieben Tore hinnehmen, sondern nur zwei, konnten aber selber auch nur eins schießen. Gegen Ghana gelang dann zwar ein 4:0, da aber gegen Australien nur ein 2:2 gelang, wobei der Ausgleich für die Australierinnen erst in der Nachspielzeit fiel, schied Kanada als Gruppendritter aus – wenn auch als bester.

### WM 2011 in Deutschland
Für die WM 2011 hatte sich auch Kanada als Ausrichter beworben, unterlag aber bei der Abstimmung am 30. Oktober 2007 gegen Deutschland. Damit musste sich Kanada sportlich qualifizieren. Beim CONCACAF Women’s Gold Cup 2010, der wieder als Qualifikationsturnier diente, wurde die Vorrunde mit drei Siegen gegen Trinidad und Tobago (1:0), Guyana (8:0) und Mexiko (3:0) problemlos überstanden. Dann wurde Costa Rica mit 4:0 im Halbfinale besiegt. Da Mexiko im anderen Halbfinale erstmals ein Spiel beim Gold Cup gegen die USA gewann, womit diese erstmals ein Spiel beim Gold Cup verloren, war nicht die USA, sondern Mexiko der Gegner im Finale. Mit 1:0 gewann Kanada zum zweiten Mal die Meisterschaft und war ebenso wie Mexiko direkt qualifiziert. Durch ein 3:0 gegen Costa Rica wurde die USA dann zwar Dritter, dies reichte aber nicht zur direkten Qualifikation. Stattdessen musste die USA noch zwei Spiele gegen Italien bestreiten, die aber beide mit 1:0 gewonnen wurden, wodurch sich die USA als dritte CONCACAF-Mannschaft qualifizierte.
In Deutschland wurden Kanada dann der Gruppe mit Titelverteidiger und Gastgeber Deutschland zugelost, gegen den sie das offizielle Eröffnungsspiel bestritten. Bereits nach 10 Minuten ging der Titelverteidiger mit 1:0 in Führung und erhöhte kurz vor der Halbzeitpause auf 2:0. In der zweiten Halbzeit vergaben die deutschen Spielerinnen weitere Chancen die Führung auszubauen, stattdessen gelang Rekordnationalspielerin und -torschützin Christine Sinclair mit einem direkt verwandelten Freistoß der Anschlusstreffer. Es war das erste Gegentor für Deutschland nach 678 Minuten bzw. nach 621 Spielminuten für Nadine Angerer. Im zweiten Spiel gegen Frankreich verloren die Kanadierinnen dann mit 0:4. Damit waren sie ebenso wie Nigeria, das auch gegen beide verloren hatte schon vor dem letzten Gruppenspiel ausgeschieden. Durch ein 0:1 gegen den Afrikameister wurde Kanada aber erstmals Gruppenletzter und fuhr als schlechteste Mannschaft, aber mit der Gewissheit als einzige bereits für die nächste WM planen zu können nach Hause.

### WM 2015 in Kanada
Die WM 2015 war im März 2011 nach Kanada vergeben worden, da Kanada als letzter Interessent übrig geblieben war. Kanada musste sich daher nicht qualifizieren. Schon bei der Festlegung der Spielorte und -tage wurde Kanada als Gruppenkopf der Gruppe A festgelegt. Bei der Auslosung am 6. Dezember 2014 wurden China, Neuseeland und WM-Neuling Niederlande zugelost.
Die Gruppenphase überstand Kanada ungeschlagen mit 5 Punkten. Im Achtelfinale besiegte die Mannschaft die Schweiz mit 1:0 und unterlag im Viertelfinale den Engländerinnen mit 1:2.

### WM 2019 in Frankreich
In der Qualifikation, für die wieder der CONCACAF Women’s Gold Cup 2018 diente, qualifizierten sich die Kanadierinnen durch das Erreichen des Finales. In der Vorrunde wurde das erste Spiel gegen Jamaika mit 2:0 gewonnen, dann Kuba mit 12:0 und Costa Rica mit 3:1 besiegt. Im Halbfinale folgte ein 7:0 gegen Panama, das zum ersten Mal so weit gekommen war und in seiner Gruppen Mexiko, den dreimaligen WM-Teilnehmer ausgeschaltet hatte. Dabei machte Diana Matheson als zweite Kanadierin ihr 200. Länderspiel. Das für die Qualifikation dann nicht mehr entscheidende Finale wurde mit 0:2 gegen die USA verloren.
Bei der WM trafen die Kanadierinnen wie vier Jahre zuvor auf Neuseeland und die Niederlande sowie erstmals auf Kamerun. Nach Siegen gegen Kamerun und Neuseeland wurde erstmals im 13. Spiel gegen die Niederlande verloren. Bereits zuvor stand aber schon der Achtelfinaleinzug fest. Im Achtelfinale verloren die Kanadierinnen mit 0:1 gegen Schweden.

### WM 2023 in Australien und Neuseeland
In der Qualifikation, für die die nun als CONCACAF W Championship 2022 firmierende Meisterschaft der CONCACAF diente, qualifizierten sich die Kanadierinnen durch das Erreichen des Halbfinales. In der Vorrunde wurde das erste Spiel gegen Trinidad und Tobago mit 6:0 gewonnen, dann Panama mit 1:0 und Costa Rica mit 2:0 besiegt. Im Halbfinale folgte ein 3:0 gegen Jamaika. Das Finale wurde mit 0:1 gegen die USA verloren.
Bei der Auslosung am 22. Oktober 2022 wurde Kanada in die Gruppe mit Co-Gastgeber Australien sowie Nigeria und WM-Neuling Irland gelost. Nach einem torlosen Spiel gegen Nigeria, gerieten die Kanadierinnen gegen Irland, das gegen Australien mit 0:1 im ersten Spiel verloren hatte, in der vierten Minuten durch einen direkt verwandelten Eckstoß in Rückstand, konnten das Spiel aber auch dank eines Eigentors einer Irin drehen und mit 2:1 wie 2014 im Zypern-Cup gewinnen. Damit lagen sie – da Nigeria  mit 3:2 gegen Australien gewann – auf einem der ersten beiden Plätze und benötigten im letzten Spiel gegen die Matildas nur ein Remis zum Weiterkommen. Das Spiel wurde aber mit 0:4 verloren und da sich Nigeria und Irland torlos trennten, schied Kanada als erster Olympiasieger nach der Vorrunde aus.

## Spiele

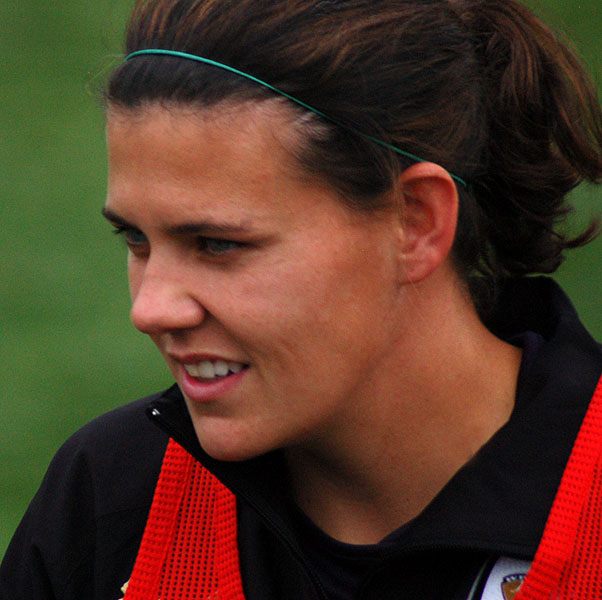
Christine Sinclair beste WM-Torschützin der Kanadierinnen

Kanada bestritt bisher 30 WM-Spiele. Davon wurden neun gewonnen, 15 verloren und sechs endeten remis.
Kanada nahm zweimal am Eröffnungsspiel der WM teil, 2011 gegen den Gastgeber und 2015 als Gastgeber. Kanada spielte zudem noch zweimal gegen den Gastgeber. Kanada spielte zweimal gegen den späteren Weltmeister (1995 und 2003 in der Vorrunde) und dreimal gegen den Titelverteidiger. Kanada spielte am häufigsten gegen Nigeria und Norwegen (je 3-mal).  Fünf Spiele waren die bisher ersten gegen die jeweiligen Gegner.
Kanada spielte bisher gegen Mannschaften aller sechs Konföderationen und auch gegen die Meister anderer Konföderationen, lediglich nicht gegen einen Asien- und Südamerikameister.
Die meisten Spiele bestritt Christine Sinclair (24), die auch die meisten Tore erzielte (10) und sich 2019 im letzten Gruppenspiel gegen die Niederlande in die beiden Rekordlisten schrieb.
| Alle WM-Spiele |            |          |                     |                       |                          |                                                                                 |
| Nr.            | Datum      | Ergebnis | Gegner              | Austragungsort        | Anlass                   | Bemerkungen                                                                     |
| 1              | 06.06.1995 | 2:3      | England             | Helsingborg (SWE)     | Vorrunde                 | Erstes Spiel gegen England                                                      |
| 2              | 08.06.1995 | 3:3      | Nigeria             | Helsingborg (SWE)     | Vorrunde                 | Erstes Spiel gegen Nigeria                                                      |
| 3              | 10.06.1995 | 0:7      | Norwegen            | Gävle (SWE)           | Vorrunde                 |                                                                                 |
| 4              | 19.06.1999 | 1:1      | Japan               | San José (USA)        | Vorrunde                 |                                                                                 |
| 5              | 23.06.1999 | 1:7      | Norwegen (TV)       | Landover (USA)        | Vorrunde                 |                                                                                 |
| 6              | 26.06.1999 | 1:4      | Russland            | East Rutherford (USA) | Vorrunde                 | Erstes Spiel gegen Russland                                                     |
| 7              | 21.09.2003 | 1:4      | Deutschland         | Columbus (USA)        | Vorrunde                 |                                                                                 |
| 8              | 24.09.2003 | 3:0      | Argentinien         | Columbus (USA)        | Vorrunde                 | Erstes Spiel gegen Argentinien                                                  |
| 9              | 28.09.2003 | 3:1      | Japan               | Foxborough (USA)      | Vorrunde                 |                                                                                 |
| 10             | 02.10.2003 | 1:0      | Volksrepublik China | Portland (USA)        | Viertelfinale            |                                                                                 |
| 11             | 05.10.2003 | 1:2      | Schweden            | Portland (USA)        | Halbfinale               |                                                                                 |
| 12             | 11.10.2003 | 1:3      | USA (TV)            | Carson (USA)          | Spiel um Platz 3         |                                                                                 |
| 13             | 12.09.2007 | 1:2      | Norwegen            | Hangzhou (CHN)        | Vorrunde                 |                                                                                 |
| 14             | 15.09.2007 | 4:0      | Ghana               | Hangzhou (CHN)        | Vorrunde                 |                                                                                 |
| 15             | 20.09.2007 | 2:2      | Australien          | Chengdu (CHN)         | Vorrunde                 |                                                                                 |
| 16             | 26.06.2011 | 1:2      | Deutschland (TV)    | Berlin (DEU)          | Vorrunde/Eröffnungsspiel |                                                                                 |
| 17             | 30.06.2011 | 0:4      | Frankreich          | Bochum (DEU)          | Vorrunde                 |                                                                                 |
| 18             | 05.07.2011 | 0:1      | Nigeria             | Dresden (DEU)         | Vorrunde                 | Einzige Niederlage einer CONCACAF-Mannschaft gegen eine afrikanische Mannschaft |
| 19             | 06.06.2015 | 1:0      | Volksrepublik China | Edmonton              | Vorrunde/Eröffnungsspiel |                                                                                 |
| 20             | 11.06.2015 | 0:0      | Neuseeland          | Edmonton              | Vorrunde                 |                                                                                 |
| 21             | 15.06.2015 | 1:1      | Niederlande         | Montreal              | Vorrunde                 |                                                                                 |
| 22             | 21.06.2015 | 1:0      | Schweiz             | Vancouver             | Achtelfinale             | 100. Länderspiel von Kaylyn Kyle                                                |
| 23             | 27.06.2015 | 1:2      | England             | Vancouver             | Viertelfinale            |                                                                                 |
| 24             | 10.06.2019 | 1:0      | Kamerun             | Montpellier (FRA)     | Vorrunde                 | Erstes Spiel gegen Kamerun                                                      |
| 25             | 15.06.2019 | 2:0      | Neuseeland          | Grenoble (FRA)        | Vorrunde                 |                                                                                 |
| 26             | 20.06.2019 | 1:2      | Niederlande         | Reims (FRA)           | Vorrunde                 | Erste Niederlage gegen die Niederlande                                          |
| 27             | 24.06.2019 | 0:1      | Schweden            | Paris (FRA)           | Achtelfinale             |                                                                                 |
| 28             | 21.07.2023 | 0:0      | Nigeria             | Melbourne (AUS)       | Vorrunde                 |                                                                                 |
| 29             | 26.07.2023 | 2:1      | Irland              | Perth (AUS)           | Vorrunde                 |                                                                                 |
| 30             | 31.07.2023 | 0:4      | Australien          | Melbourne (AUS)       | Vorrunde                 |                                                                                 |

Anmerkung: Fett gedruckte Mannschaften waren oder sind zum Zeitpunkt des Spiels Meister ihrer Konföderation.
Nur gegen Ghana und Kamerun gelangen die höchsten Siege – da einzige – in einem WM-Spiel: 4:0 bzw. 1:0 in der Vorrunde 2007 bzw. 2019.
Gegen diese Mannschaften kassierte die kanadische Mannschaft ihre höchsten Niederlagen bei einem WM-Turnier:
- Australien 0:4 Vorrunde 2023
- Frankreich 0:4 Vorrunde 2011
- Niederlande 1:2 Vorrunde 2019 – einzige Niederlage gegen die Niederlande
- Nigeria 0:1 Vorrunde 2011 – einzige Niederlage gegen Nigeria
- Russland 1:4 Vorrunde 1999 – einzige Niederlage gegen Russland

## Rekorde

### Negativrekorde
- Schlechteste Mannschaft bei der WM 2011 (von der FIFA auf Platz 16 eingestuft)
- Höchste Niederlagen bei einem WM-Turnier: 2011 in Deutschland – Kanada gegen Frankreich und Mexiko gegen Japan jeweils 0:4
- Bis 2023 Gastgeber mit den wenigsten Toren in der Vorrunde: 2 - 2015, dann von Neuseeland mit einem Tor abgelöst
- Erster Olympiasieger, der in der Vorrunde ausschied.

### Zuschauer
- Das Spiel mit den wenigsten Zuschauern: Kanada – Nigeria mit 250 Zuschauern bei der WM 1995[7]
- Das WM-Spiel mit den meisten Zuschauern in Europa: Eröffnungsspiel Deutschland – Kanada bei der WM 2011 mit 73.680 Zuschauern.
- Das Länderspiel mit den meisten Zuschauern in Kanada: Eröffnungsspiel Kanada – China bei der WM 2015 mit 53.058 Zuschauern.